# Nemotelus cypriacus
Nemotelus cypriacus är en tvåvingeart som beskrevs av Lindner 1937. Nemotelus cypriacus ingår i släktet Nemotelus och familjen vapenflugor. Inga underarter finns listade i Catalogue of Life.